# The Auk
The Auk — науковий журнал (щоквартальник), є офіційною публікацією Американського орнітологічного союзу (American Ornithologists' Union, AOU), публікується в незмінному форматі безперервно з 1884 р.
У журналі друкуються наукові статті з анатомії, поведінки і поширення птахів. Назва журналу походить від англійської назви гагарки (Great Auk), яка є символом AOU. Нині науковим редактором журналу є Spencer G. Sealy з Відділу зоології Університету Манітоби (Канада).